# ينيكون
إن يونيكون هي لغة البرمجة التي صممها عالم الكمبيوتر الأمريكي كلينت جيفري. ويونيكون تنحدر من آيكون ومعالجها أيدول الذي يتيح أفضل وصول إلى نظام التشغيل وكذلك دعم برمجة الهدف الموجه. بدأت يونيكون الحياة عن طريق دمج ثلاثة امتدادات أيقونية محببة : معالج OO والمسمى بالصنم، ونظام ملفات بوسيكس وواجهة الربط الشبكي، مرفق ODBC. وقد تم اختصار الاسم إلى «اللهجة الموحدة والموسعة للأيقونة».
وبالمقارنة مع الأيقونة، فإن العديد من الميزات الجديدة من يونيكون هي امتدادات للإدخال والإخراج وكذا لواجهة النظام وذلك من أجل استكمال السيطرة على أساس الأيقونة وبنية البيانات. وبدلا من تقديم المستوى الأدنى ل API، فإن يونيكون تطبق مستوى أعلى وأسهل لاستخدام المرافق، ويمكن التطور السريع للتطبيقات الرسومية والتطبيقات المكثفة للشبكة بالإضافة إلى نقاط القوة الأساسية للأيقونة في النص ومعالجة الملف.
• الدروس والحزم
• الاستثناءات كمكتبة فصل مساهمة—انظر القائمة البريدية
• برامج الأطفال المتحركة (ديناميكيا)
• رصد برامج الأطفال
• دينامية تحميل الوحدات C (بعض الأنظمة الأساسية)
• الميراث المتعدد مع المعاني الجديدة.
• الوصول إلى قاعدة بيانات ODBC.
•	الملفات ذات امتداد Dbm يمكن استخدامها كمتجهات مترابطة.
• واجهة نظام بوسيكس.
• الرسومات ثلاثية الأبعاد.
عند تشغيل البيئة الرسومية IDE، فإن برنامج يونيكون ui.exe سيستمر في تقديم روابط أيقونات مساعدة.
إن كتاب برمجة يونيكون الرسمي في صيغة بي دي إفهو وسيلة شائعة لتعلم يونيكون. ويتضمن الكتاب مقدمة لتطوير الهدف الموجه فضلا عن لغة النمذجة الموحدة. وهو يتضمن فصول مفيدة حول مواضيع مثل استخدام يونيكون من أجل CGI. والإضافات الأخيرة ليونيكون تتضمن طلب XML HTTP وتطابق نمط سنوبول.
إن يونيكون متوافقة أحادية الشفرة حتى الآن، وهناك فرص مسجلة في صفحة طلب المساعدة المطلوبين.

## مثال
```
procedure
 
main
()

	
w
 
:
=
 
open
(
"test UNICON window"
,
 
"g"
)

	
write
(
w
,
 
"testing"
)

	
write
(
w
,
 
"Any key will close this window"
)

	
read
(
w
)

	
close
(
w
)

end

```

## الوصلات الخارجية
- Unicon Home Page
- Unicon Programming book
- http://sourceforge.net/projects/unicon/
- Posix Interface for Unicon
- ADAPTING SNOBOL-STYLE PATTERNS TO UNICON
- Java version of Icon
- my Knowledge Explorer (mKE)
- Unicon at 99-bottles
- Literate programs
- The Unicon Programming Language page on رمز روزيتا  [لغات أخرى]‏